# 吉米·戈麥斯
吉米·戈麥斯（英語：Jimmy Gomez，1974年11月25日—）是一名美國政治人物，自2017年起擔任加利福尼亞州第34國會選區的美國眾議院議員。他的選區包括洛杉磯的鷹岩、博伊爾高地、洛杉磯市中心、韓國城和其他社區。作為民主黨成員，戈麥斯瑜2012年至2017年期間曾在加利福尼亞州眾議院任職。
在進入選舉政治之前，戈麥斯是一名勞工組織者，曾擔任加州聯合護士協會/保健專業人員工會（UNAC/UHCP）的立法和政治主任，以及美國州、縣和市僱員聯合會（AFSCME）的政治代表。
戈麥斯在眾議院歲入委員會任職，並且是監督和改革委員會的副主席。他是全民醫療保險核心小組的創始成員之一。他也是國會西班牙裔核心小組、國會進步核心小組、國會亞太裔核心小組和國會LGBTQ平等核心小組的成員。

## 外部連結
- 官方网站 （英文）
- 吉米·戈麥斯的X（前Twitter） （英文）
- C-SPAN內的頁面（英文）
- 吉米·戈麥斯在互联网电影资料库（IMDb）上的資料（英文）

| 加利福尼亞州眾議院         | 加利福尼亞州眾議院                                           | 加利福尼亞州眾議院   |
| -------------------------- | ------------------------------------------------------------ | -------------------- |
| 前任者： 史蒂芬·布拉德福德 | 加利福尼亞州州議會議員 來自第51選區 2012年－2017年           | 繼任者： 溫蒂·卡里洛 |
| 美国众议院                 |                                                              |                      |
| 前任者： 哈維·貝西拉       | 美利堅合眾國眾議院成員 來自加利福尼亞州第34選區 2017年－至今 | 現任                 |
| 美國排位名單               |                                                              |                      |
| 前任者： 羅恩·埃斯特斯     | 按資歷排位的美國代表 第224位                                 | 繼任者： 拉爾夫·諾曼 |